# Arnold Freyer
Arnold Freyer (geboren 16. März 1872 in Hannover; gestorben 5. Februar 1960 ebenda) war ein deutscher Jurist und Landgerichtsdirektor am Landgericht Hannover.

## Leben
Arnold Freyer legte am damaligen hannoverschen Lyceum II. im Jahr 1890 sein Abitur ab. Später heiratete er Elisabeth, geborene Schuster (geboren am 9. November 1874; gestorben am 10. März 1972).
Spätestens im Jahr der Machtergreifung durch die Nationalsozialisten 1933 arbeitete Freyer im Hauptamt als Richter am Landgericht Hannover. Zum 1. Mai desselben Jahres war er der NSDAP beigetreten (Mitgliedsnummer 2.957.915). Zudem leitete er als Vorsitzender das Landeskirchenobergericht der Evangelisch-lutherischen Landeskirche Hannovers. Spätestens im selben Jahr 1933 war Freyer zudem Syndikus der Technischen Hochschule Hannover. Als solcher war er vom Senat der TH Hannover für ein Rechtsgutachten bezüglich einer etwaigen Aberkennung der Ehrendoktorwürde des Max Krone beauftragt worden. In der Quintessenz kam Freyer in seinem noch klar rechtsstaatlich orientierten Gutachten vom 16. Mai 1933 zu der lapidaren Feststellung: „Rechtlich ist nichts zu machen.“ Entgegen dieses Faktums beschloss der Hochschulsenat der TH Hannover „[...] in Anpassung an die neue Zeit [und ...] ebenso unmissverständlich wie bewusst rechtswidrig: ‚Herr Krone ist aus den (Ehren-)Listen der Hochschule zu streichen.‘“
Arnold Freyer starb Anfang Februar 1960 im Alter von knapp 88 Lebensjahren in Hannover. Seine Witwe überlebte ihn um gut 12 Jahre. Mit ihrem Todesjahr endete auch eine von 1937 bis 1972 geführte Akte des Landgerichtsdirektor a. D. und dessen Witwe, kam aber erst 1990 aus der Provenienz des Präsidenten des Oberlandesgerichts Celle in das damalige Hauptstaatsarchiv Hannover.

## Archivalien
Archivalien von und über Arnold Freyer finden sich beispielsweise
- im Niedersächsischen Landesarchiv (Abteilung Hannover) als Verzeichnung einer Akte aus der Laufzeit von 1937 bis 1972 zu dem Landgerichtsdirektor a. D. und dessen 1972 verstorbener Witwe; zugegangen 1990 aus der Provenienz des Präsidenten des Oberlandesgerichts Celle; Archivsignatur NLA HA Nds. 110 F Acc. 148/90 Nr. 10 (alte Signatur Acc. 72/76,3)[1]